# گزارش سیاره‌ای
گزارش سیاره‌ای یک مجله سه ماهه است که انجمن سیاره‌ای آنرا چاپ می‌کند. در این مجله از مقاله‌ها و نگاره‌های تمام‌رنگی استفاده می‌شود. این مجله پوشش گسترده‌ای درباره کشف سامانه خورشیدی، سیاره‌شناسی، سیاره‌های بیرونی، کشورهای دارنده فناوری فضاییُ ستیزه‌های دانش سیاره‌ای، و آخرین یافته‌های انسان درباره اکتشاف فضایی دارد.

## تاریخچه
گزارش سیاره‌ای در سال ۱۹۸۰ (میلادی) بدست کارل سیگن، بروس سی. ماری، و لوئیس فریدمن پایه‌گذاری شد. دریافت این مجله از برتری‌های عضویت در انجمن سیاره‌ای است. ستاد گزارش سیاره‌ای در پاسادینا کالیفرنیا ایالات متحده آمریکا است. گزارش سیاره‌ای در آغاز، مجله دوماهانه بود. اما از تابستان ۲۰۱۱ (میلادی) هر سه ماه چاپ می‌شود.